# Ostuni (Wein)
Die Bezeichnung Ostuni steht für Rot- und Weißweine aus der süditalienischen Gemeinde Ostuni in der Provinz Brindisi in der Region Apulien. Die Weine haben seit 1972 eine geschützte Herkunftsbezeichnung (Denominazione di origine controllata – DOC), deren letzte Aktualisierung am 7. März 2014 veröffentlicht wurde.

## Anbaugebiet
Das Anbaugebiet ist sehr klein. Der Anbau ist innerhalb der Provinz Brindisi gestattet innerhalb der Gemeinde Ostuni, Carovigno, San Vito dei Normanni und San Michele Salentino sowie in Teilen der Gemeinden Latiano, Ceglie und Brindisi.

## Erzeugung
Die Denomination Ostuni DOC sieht folgende Weintypen vor:
- Der Weißwein Ostuni Bianco: muss zu mindestens 50–85 % aus der Rebsorte Impigno und zu mindestens 15–50 % aus der Rebsorte Francavilla produziert werden. Höchstens 10 % Bianco di Alessano und/oder Verdeca dürfen einzeln oder gemeinsam zugesetzt werden.
- Der Rotwein Ostuni Ottavianello (oder Ottavianello di Ostuni): muss zu mindestens 85 % der Rebsorte Ottavianello bestehen. Höchstens 15 % Negroamaro, Malvasia nera, Notar Domenico und/oder Susumaniello dürfen zugesetzt werden.

## Beschreibung
Laut Denomination (Auszug):

### Ostuni Bianco
- Farbe: strohgelb
- Geruch: weinig, sanft
- Geschmack: trocken, harmonisch
- Alkoholgehalt: mindestens 11,0 Vol.-%
- Säuregehalt: mind. 4,5 g/l
- Trockenextrakt: mind. 17,0 g/l[1]

### Ostuni Ottavianello
- Farbe: kirschrot bis leicht rubinrot
- Geruch: weinig, zart
- Geschmack: trocken, harmonisch
- Alkoholgehalt: mindestens 11,5 Vol.-%
- Säuregehalt: mind. 5,0 g/l
- Trockenextrakt: mind. 20,0 g/l[1]